# Первицкий, Владимир Яковлевич
Владимир Яковлевич Первицкий (18 февраля 1928, хутор Чаплыгин, Кропоткинский район, Северо-Кавказский край — 11 апреля 2017, Хутор  Энгельса, Новокубанский район,Краснодарский край) — советский передовик сельскохозяйственного производства, звеньевой механизированного звена по выращиванию кукурузы Кубанского научно-исследовательского института по испытанию тракторов и сельскохозяйственных машин, Краснодарский край. Герой Социалистического Труда (1961).

## Биография
В 1953—1959 годах — комбайнер в опытно-производственном хозяйстве (ОПХ) «Ленинский путь» Кубанской машиноиспытательной станции (с 1956 года — Кубанский научно-исследовательский институт по испытанию тракторов и сельскохозяйственных машин — КубНИИТиМ) в городе Новокубанск Краснодарского края.
С 1959 года — звеньевой механизированного звена по выращиванию кукурузы ОПХ «Ленинский путь» Кубанского научно-исследовательского института по испытанию тракторов и сельскохозяйственных машин (КубНИИТиМ). В 1962 году вступил в ряды КПСС.
В руководимом им звене был полностью устранён ручной труд при возделывании сельскохозяйственных культур, разработаны и применялись прогрессивная звеньевая форма организации труда и безнарядная аккордно-премиальная система оплаты труда механизаторов. Опыт работы звена широко внедрялся в колхозах и совхозах.
Указом Президиума Верховного Совета СССР от 31 декабря 1961 года за разработку и внедрение в сельскохозяйственное производство прогрессивных приемов, обеспечивающих повышение производительности труда и снижение себестоимости продукции, за достигнутые высокие производственные показатели Первицкому Владимиру Яковлевичу присвоено звание Героя Социалистического Труда с вручением ордена Ленина и золотой медали «Серп и Молот».
В дальнейшем являлся управляющим отделением № 5 ОПХ «Ленинский путь». В последние годы жил на пенсии на хуторе имени Энгельса Новокубанского района Краснодарского края.
Депутат Верховного Совета СССР 6-го созыва. Избирался делегатом XXIII съезда КПСС (1966).

## Награды и звания
- Золотая медаль «Серп и Молот» (31.12.1961, медаль № 9442);
- Орден Ленина (31.12.1961) (орден № 345237)
- Орден Ленина (8.4.1971)
- Орден Октябрьской Революции (7.12.1973)
- Орден Трудового Красного Знамени (23.6.1966)
- Орден Трудового Красного Знамени (15.12.1972)
- Медаль «В ознаменование 100-летия со дня рождения Владимира Ильича Ленина» (6 апреля 1970)
- Государственная премия СССР
- Премия Ленинского комсомола (1970)
- Заслуженный механизатор РСФСР (1962)
- Заслуженный работник сельского хозяйства Кубани
- Герой Труда Кубани[2].
- Золотая медаль ВДНХ[2].

## Память
- В 2005 году учёные КНИИСХа создали новый сорт озимой пшеницы, которая способна давать урожаи по 115 центнеров с гектара. Новый сорт назван «Первицей» в честь Героя Социалистического Труда В. Я. Первицкого.